# 証券取引所

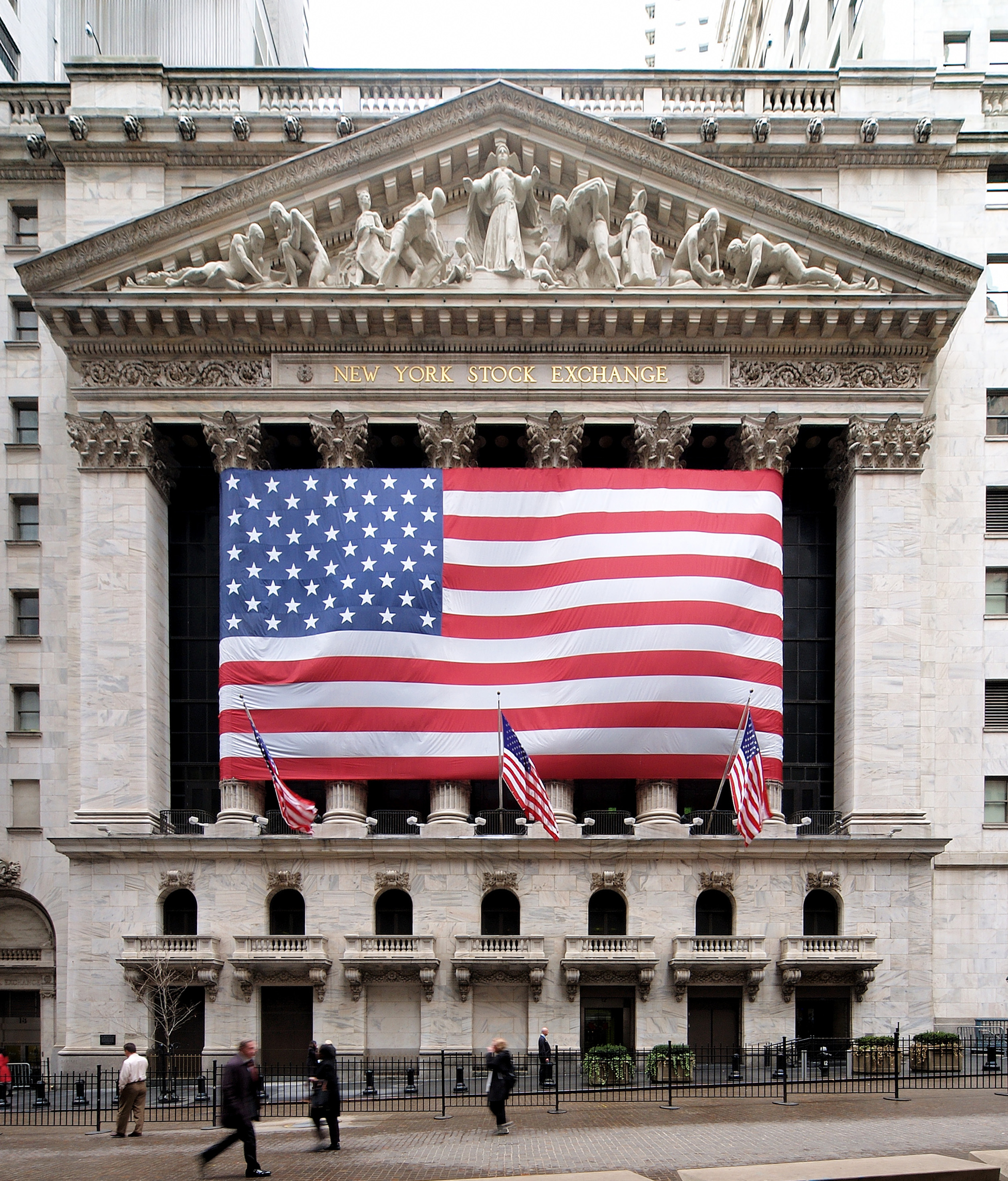
アメリカのニューヨーク証券取引所。世界で最大かつ最も重要な証券取引所である。

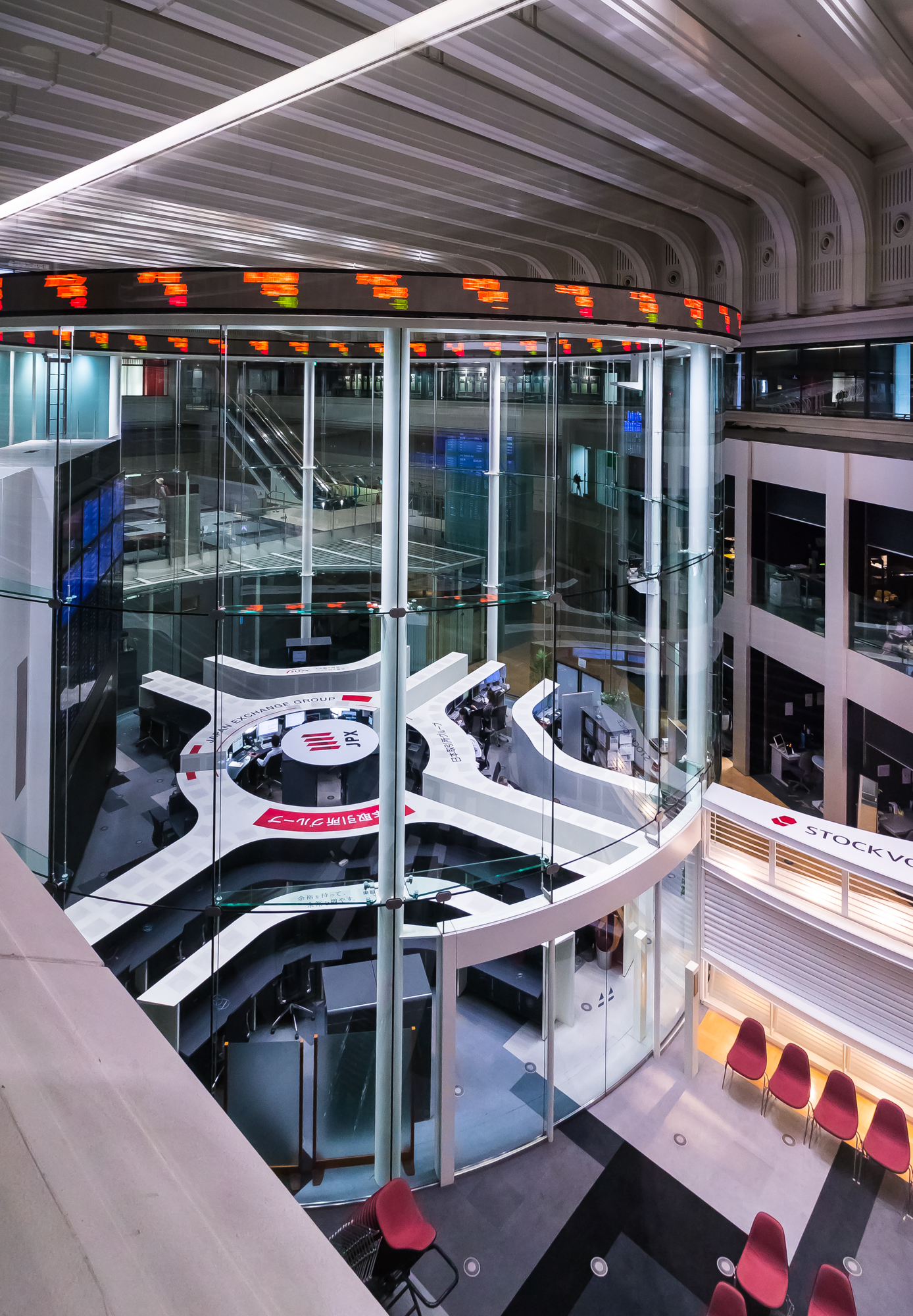
日本の東京証券取引所の内部

証券取引所（しょうけんとりひきじょ、仏: Bourse、英: Stock exchange）は、主に株式や債券の売買取引を行うための施設であり、資本主義経済における中心的な役割を果たしている。
日本においては、金融商品取引法上の「金融商品取引所」の免許を受けなければ証券取引所としての業務を行えない。（なお「証券取引所」とは言えない金融商品取引所（例:大阪取引所、東京金融取引所）も存在することからもわかるように、金融商品取引所は証券取引所を包含する概念となっている）

## 概要
経済の発展に欠かせない資金調達と資本運用の双方が効率的に行われるようにするため、株式および債券の需給を取引所に集中させ、流動性の向上と安定した価格形成を図ることがその主な役割である。
日本国内では元来は金融商品取引法（旧証券取引法）で認められた特別法人であったが、株式会社金融商品取引所への移行が進んでいる（→後述の#証券取引所の形態参照）。
なお、証券取引法の金融商品取引法への改正に伴い、日本では法律上「金融商品取引所」と規定されているが、名称又は商号に「取引所」という文字を用いなければならないとされるにとどまるため、各証券取引所においては、東京証券取引所との経営統合に伴い、デリバティブ取引専門取引所に転換した大阪取引所（旧大阪証券取引所）を除いて従来どおりの名称が2015年現在も利用されている。
株式および債券の購入や売却について、一般の投資家（個人投資家、取引所会員証券会社以外の機関投資家）が証券取引所で直接取引を行うことはできず、会員である証券会社を通じて取引を行う（委託売買）か、直接当事者間で取引を行う相対売買で取引することになる。

## 歴史
12世紀頃、フランスにおいて、銀行が代表して農村の債務を、取引し管理する「courratiers de change」と呼ばれるシステムが存在していた。そして、現在でいう株式仲介人（ブローカー）がこういった所で債権の取引きを行っていった。
欧米圏での「証券取引所」の語源であるフランス語の「Bourse」は、13世紀頃にラテン語で「鞄」を意味する「bursa」から派生して誕生したとも言われている。
13世紀中頃、イタリア（神聖ローマ帝国）では、ヴェネツィアの銀行員が政府の証券の取引きを行っていたことが知られており、他にはピサ、ヴェローナ、ジェノヴァ、フィレンツェ等でもそれぞれの政府の証券が取引きされていた。
神聖ローマ帝国の領邦にあった北ヨーロッパの貿易都市は12世紀初頭にハンザ同盟を結成した。その一つであるベルギーのブルッヘでは、証券取引業者らが13世紀後半頃に「Van der Beurze」と呼ばれる一族の家で集会を行っていたが、これが1309年に制度化され、「Bruges Bourse」が開催された。 この制度は近隣諸国に広がり、ヘントやアムステルダムなどヨーロッパ中で次々に「Bourse」が開かれていくようになり、「Bourse」は「証券取引所」を意味するようになった。13世紀末までにはリューベックがハンザ都市のリーダーとして認められるようになった。
14世紀にはハンザ同盟とデンマーク王国（ヴァルデマー4世）との戦争が勃発したが1370年にはシュトラルズントの和議が締結された。1388年にハンザ同盟はイングランド商人にも特権を与えるようになった。
1531年にはアントウェルペン証券取引所が世界で初めて証券取引所として建設されヨーロッパの貿易拠点として栄えた。ここでは商品それ自体よりもその受領書、さらに、為替手形、預金証書、各種の公債などの証書が取り引きされていた。
イングランド（エリザベス1世）は1565年、ロンドン王立取引所（当初の呼称は「ブルス」、フランス語: Bourse）を開いた。一方、フランシス・ドレークなどスペインなど他国の海上輸送を妨げる海賊も活動した。
株主に企業へ投資させて、その利益と損失を共有する株式会社のシステムはオランダから始まった。1602年にオランダ東インド会社がアムステルダム証券取引所で世界で最初の株券を発行し、有価証券を発行した世界初の会社となっている。
株式組織の取引所は、元々諸外国には存在せず、世界に先駆けて日本で特別に発達したが、太平洋戦争中に一時姿を消した。戦後に、株式組織の取引所が諸外国でみられるようになり、日本でも、再びみられるようになった。

## 証券取引所の形態
戦時中までの日本における制度では、1875年の株式条例では、取引所の組織は株式会社と規定され、最初に設立した株式取引所が株式組織取引所であった。1887年5月、会員組織化を目的とする取引所条例（ブルース条例）が発布され、取引所は凡て会員組織で経営しなければいけないと定めたが、ブルース条例は、取引所側の猛烈な反対により間もなく廃止され、1893年に会員組織でも株式組織でもよいとする取引所法が発布された。
現在では、証券取引所は金融商品会員制法人（旧称：証券会員制法人）または株式会社でなければ開設できない（金融商品取引法に規定）。金融商品会員制法人とは、金融商品取引業者（証券会社など）を会員とする社団である。以前は全ての証券取引所が証券会員制法人であったが、2001年4月に大証、同年11月に東証、2002年4月に名証がそれぞれ株式会社に組織変更している。過去独立して存在していたジャスダックも株式会社形態であった。
また、近年は私設取引システム（PTS）による取引形態も現れてきた。私設取引システムは1998年12月施行の金融システム改革法で証券会社にその開設と運営が認められたもので、時間外取引市場（主に夜間）として機能している。

## 売買立会い時間
証券取引所では売買立会い時間が定められている。日本の場合、東京証券取引所などの現物立会は9時から15時30分まで行われる。そのうち9時から11時30分を「午前立会い」（前場）、12時30分から15時30分を「午後立会い」（後場）と称しており、その間は昼休みである。名古屋証券取引所・福岡証券取引所・札幌証券取引所では15時30分までとなっている。2008年の大納会および2009年の大発会までは、大発会と大納会は前場のみで後場の立会いは行われなかった。取引の電子化により半日にする意義が薄れたため、2009年の大納会および2010年の大発会から半日立会いを廃止し、前場・後場共に通常通り取引されている。
東京証券取引所の取引時間は、2011年11月20日までは、前場が9時から11時、後場が12時30分から15時であった。2010年11月10日、東京証券取引所は2011年のゴールデンウィーク明け（同年5月9日）から、同取引所の前場の時間帯を午前9時から11時30分に拡大、昼休みを実質30分短縮することを目指すと発表した。しかし2011年3月11日に発生した東日本大震災に伴う節電対策のため延期され、当初の予定から半年あまり経った2011年11月21日より実施された。さらに2024年11月5日からは、取引終了時間が15時30分までと30分延長された。

## 休業日
日本の場合、1989年1月までは土曜日（1983年8月以降の第2土曜日は全面休場、1972年頃〜1983年7月および1986年8月以降の第3土曜日は全面休場）にも前場のみ取り引きが行われたが、金融機関の完全週休二日制への移行に伴い、現在は毎週土曜日・日曜日・祝日・振替休日・12月31日〜1月3日は全面休場となっている。
天災・戦争・元首の死去等の国家的事態が発生した場合に、臨時に休場となる場合もある。日本では1989年1月7日の昭和天皇崩御や、1995年1月17日には阪神・淡路大震災のため大阪証券取引所のみ全日休場となったことがあった。
2001年のアメリカ同時多発テロ発生の際には、被害を受けたニューヨーク世界貿易センタービル（WTC）近在にあるニューヨーク証券取引所を含め、アメリカのすべての証券（金融）市場が数日間に渡り停止したことがある。
2018年9月6日、札幌証券取引所が北海道胆振東部地震の発生による大規模停電で終日取引を停止した。

## 証券取引所の一覧
- 証券取引所の一覧（南アジアの証券取引所の一覧、アフリカの証券取引所の一覧）
- 証券取引所がない国の一覧